# Masters de Montecarlo 2004
El Masters de Montecarlo 2004 fue un torneo de tenis masculino jugado sobre tierra batida. Fue la 98.ª edición de este torneo. Se celebró entre el 19 y el 25 de abril de 2004.

## Campeones

### Individuales
Guillermo Coria vence a  Rainer Schüttler, 6–2, 6–1, 6–3.

### Dobles
Tim Henman /  Nenad Zimonjić vencen a  Gastón Etlis /  Martín Rodríguez, 7–5, 6–2.